# Robertus laticeps
Robertus laticeps är en spindelart som först beskrevs av Eugen von Keyserling 1884.  Robertus laticeps ingår i släktet fuktspindlar, och familjen klotspindlar. Inga underarter finns listade i Catalogue of Life.